# Steve Wiebe
Steven J. Wiebe (Seattle, 3 gennaio 1969) è un videogiocatore statunitense.
Wiebe è stato due volte campione del mondo nel videogioco Donkey Kong detenendo il titolo più recente dal 20 settembre 2010 al 10 gennaio 2011 con un punteggio record di 1.064.500. Wiebe è stata la prima persona a oltrepassare il milione di punti su Donkey Kong totalizzando 1.006.600 punti il 4 luglio 2004. È uno dei soggetti principali del documentario del 2007 The King of Kong: A Fistful of Quarters. Come anche il suo rivale Billy Mitchell, Wiebe è stato inserito in una collezione di figurine di baseball di Topps Allen & Ginter nell'edizione del 2009.

## Biografia
Wiebe è nato a Seattle, Washington dai genitori Ryan e Sandy Wiebe. Ha un fratello, Ryan, e una sorella, Cathy. Ha frequentato la Newport High School di Bellevue, Washington.  Ha sviluppato un interesse per la musica fin dalla tenera età.
Si è laureato in ingegneria meccanica presso l'Università di Washington nel 1991.

## Carriera
Dal 1996 al 1999 ha lavorato presso la Boeing come ingegnere di testing e analisi, e dal 1999 al 2001 ha lavorato presso la società Bsquare a Bellevue come ingegnere di testing del software. Nel 2004 Wiebe ha conseguito un Master in Educazione presso la City University di Seattle.
Nel dicembre 2009, ha pubblicato un album di musica cristiana contemporanea intitolato The King of Song.

## L'High-Scores inDonkey Kong
- Il 19 agosto 200, all'Alamo Drafthouse in Austin, in Texas, Wiebe ha collezionato 695.500 punti mentre il fondatore di Twin Galaxies Walter Day fu l'arbitro ufficiale.
- Il 6 marzo 2008, in Las Vegas, Nevada, Wiebe ha giocato davanti a un pubblico di 1.900 partecipanti alla festa nel TAO Nightclub del Casinò Venetian durante l'evento MIX08 di Microsoft. Durante quel tentativo, Wiebe ottenne due punteggi: prima segnando 929.800 punti e raggiungendo la kill screen e poi, al secondo tentativo, si fermò a 579.300 punti. Secondo i registri di Twin Galaxies, quella fu la sesta volta che qualcuno raggiunse il "Kill Screen" durante una giocata in pubblico (lui e Mitchell lo fecero tre volte ciascuno). Ancora una volta, Wiebe si è esibito sotto la supervisione del fondatore di Twin Galaxies Walter Day, che commentò: "Forse le sfide più grandi che Wiebe ha dovuto superare sono state la musica ad alto volume nel nightclub, l'ambiente caotico e le ore tarde".
- Il 17 luglio 2008, Wiebe fece il suo terzo tentativo per superare il record di Donkey Kong all'evento Twiistup 4 in Santa Monica, California. Tuttavia, Wieve fallì in entrambi i due tentativi consecutivi, fermandosi rispettivamente a 340.500 e 466.100 punti.
- Nell'ottobre 2008, all'E for All Expo 2008, ha collezionate 1.000.200 punti davanti a un grande pubblico. Questa fu la terza volta che un punteggio più alto di un milione di punti veniva raggiunto in pubblico.
- Il 24 aprile 2009, Wiebe prese temporaneamente il comando del titolo di campione di Donkey Kong Jr., eclissando sia Mitchell che il precedente detentore del record Icarus Hall con un punteggio di 1.139.800. Questo punteggio è stato successivamente superato da Mark L. Kiehl con un punteggio di 1.147.800.
- Il 2 giugno 2009, Wiebe raggiunse un punteggio di 923.400 all'E3 2009 durante il suo primo tentativo del giorno. Al secondo tentativo raggiunse 653.700. Un terzo tentativo venne interrotto da una breve interruzione di corrente. Dopo che la corrente fu ripristinata, Wiebe tentò per la quarta volta raggiungendo 989.400 punti prima che la kill screen mettesse fine alla prova. Questi tentativi sono stati trasmessi online tramite G4TV.
- Il 17 febbraio 2010, Wiebe riconquistò il titolo in Donkey Kong Jr. con un punteggio certificato di 1.190.400, battendo il precedente detentore del record Kiehl. Il fondatore di Twin Galaxies, Walter Day, fu l'arbitro ufficiale. Il 19 aprile 2010, Kiehl reiconquistò il punteggio più alto in Donkey Kong Jr. con un punteggio certificato di 1.253.000. Secondo Twin Galaxies, al giorno d'oggi, Wiebe ha ancora il quinto punteggio più alto di sempre in Donkey Kong Jr. con 1.190.400 punti.
- Il 20 settembre 2010, Wiebe riconquistò il titolo di campione in Donkey Kong, certificato da Twin Galaxies attraverso una registrazione in DVD della partita del 30 agosto 2010, con un punteggio di 1.064.500 punti.
- Il 10 gennaio 2011, Wiebe ha perso il titolo di detentore del record mondiale quando il suo precedente punteggio di 1.064.500 punti su Donkey Kong è venne superato dal punteggio di 1.068.000 punti del chirurgo plastico Hank Chien. Il tentativo durò due ore e 45 minuti.
- Il 12 aprile 2018, Wiebe venne ufficialmente riconosciuta come la prima persona a raggiungere un punteggio di 1.000.000 di punti. Questo titolo venne concesso da Twin Galaxies dopo aver condotto un'indagine su Mitchell, il precedente detentore del record. Si scoprì, infatti, che Mitchell aveva utilizzato emulatori hardware come il MAME o aveva modificato in altro modo le sue prove. Successivamente, venne privato di tutti i record inviati a Twin Galaxies. L'utilizzo di emulatori com il MAME è accettabile per la certificazione dei record da parte di Twin Galaxies, ma richiede una serie diversa di linee guida e procedure di invio e i punteggi vengono elencati in una classifica diversa. Mitchell, invece, rivendicò i suoi punteggi record per l'hardware arcade originale di Donkey Kong, nel qual caso non è possibile utilizzare altro che un cabinato arcade Donkey Kong non modificato.[2][3]
- Il 24 giugno 2020, Wiebe ha infranto la barriera di 1,1 milioni di punti inviando un punteggio di 1.106.200 a Twin Galaxies. Questo punteggio è stato raggiunto su hardware arcade originale e rappresenta il 12° miglior punteggio sul sito web.[9][10]

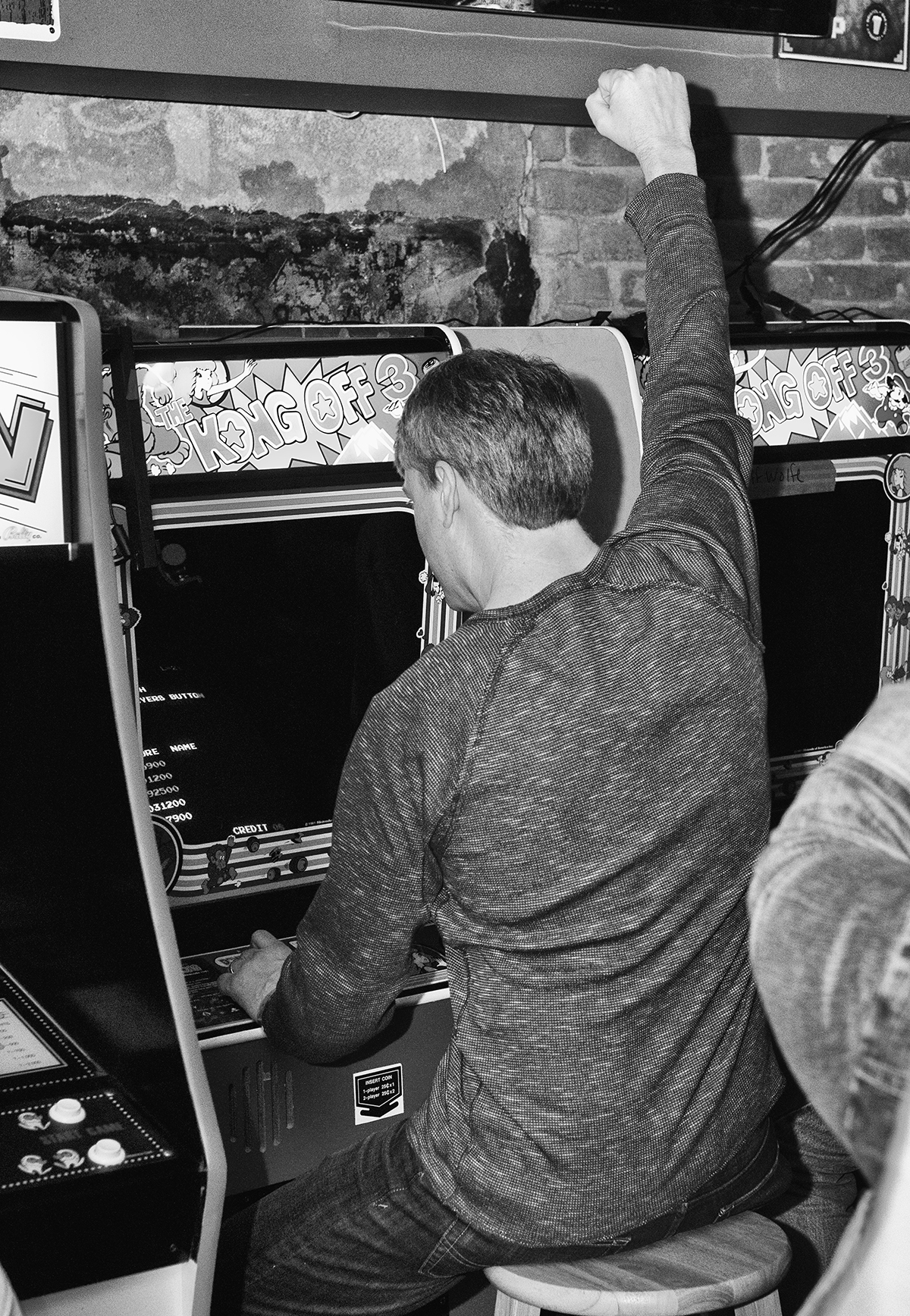
Steve Wiebe all'evento Kong Off 3

## Apparizioni sui media
Wiebe è stato intervistato per il documentario The King of Kong: A Fistful of Quarters su The Late Late Show con Craig Ferguson e su Attack of the Show!  su G4. Ha anche doppiato il suo personaggio dei cartoni animati Code Monkeys nell'episodio "The Great Recession". È apparso anche come "Jim" nel film Four Christmases, diretto da Seth Gordon, il regista di The King of Kong. Nel 2011 Wiebe ha fatto un cameo nel film di Gordon Horrible Bosses nei panni di Thomas, capo della sicurezza. Nel 2015 ha avuto un ruolo nel film Pixels di Adam Sandler come "DARPA Scientist". Ha interpretato Stephen Davidson nell'episodio 1 di Sneaky Pete su Amazon Video.

## Vita privata
Wiebe vive a Redmond, Washington con sua moglie, sua figlia e suo figlio. Lavora come insegnante di matematica alla Redmond High School.